# 吴建林
吴建林（？—），男，汉族，中华人民共和国政治人物。现任上海市天主教教务委员会主任，上海市天主教爱国会副主任。第十三、十四届全国政协委员。